# Angélica Nené Curita Ihungo
Angélica Nené Curita Ihungo là một chính trị gia người Angola cho MPLA và là thành viên của Quốc hội Angola.
Curita tốt nghiệp ngành sư phạm. Từ năm 2006 đến 2008, cô là Bộ trưởng Bộ gia đình và Bình đẳng phụ nữ. Bà cũng giữ các vị trí quản trị viên thành phố cho Chitato (2008 đến 2010) và Xá-Muteba (2010 đến 2012).